# Schlieben
Schlieben (in basso sorabo Sliwin) è una città di 2 394 abitanti del Brandeburgo, in Germania.

Appartiene al circondario dell'Elba-Elster ed è amministrata dall'Amt Schlieben.

## Geografia antropica
La città di Schlieben è suddivisa nelle frazioni (Ortsteil) di Frankenhain, Jagsal, Oelsig, Schlieben, Wehrhain e Werchau.

## Amministrazione

### Gemellaggi
- Ljusdal (Svezia)